# Clocks
Singles de Coldplay
The Scientist God Put a Smile upon Your Face
Pistes de A Rush of Blood to the Head
The Scientist Daylight
Clocks est une chanson du groupe de rock alternatif Coldplay paru sur l’album A Rush of Blood to the Head sorti en 2003. C’est le troisième single de cet album.
En 2006, Coldplay réenregistre leur tube avec des musiciens cubains du Buena Vista Social Club, sur l'album caritatif Rhythms del Mundo.
Le morceau a également été repris par le groupe écossais Red Hot Cilli Pipers, qui ne sont pas les Red Hot Chili Peppers.